# Срисакет Сор Рунгвисаи
Срисакет Сор Рунгвисаи (тайск. ศรีสะเกษ ศ.รุ่งวิสัย, при рождении Висаакил Вангек (тайск. วิศักดิ์ศิลป์ วังเอก); род. 8 декабря 1986 года, Сисакет, Таиланд) — тайский боксёр-профессионал, выступающий во второй наилегчайшей весовой категории. Чемпион мира по версии WBC во втором наилегчайшем весе (2013—2014, 2017—2019).

## Профессиональная карьера
Дебютировал на профессиональном ринге в марте 2009 года, и проиграл первый бой нокаутом японцу, будущему чемпиону мира, Акире Яэгаси.
Почти все свои бои выиграл нокаутом, что достаточно редко для этой весовой категории.
3 мая 2013 года нокаутировал японца, Йота Сато, и стал новым чемпионом мира по версии WBC.
31 мая 2014 года проиграл титул небитому мексиканцу, Карлосу Куадрасу.

### Чемпионский бой сРоманом Гонсалесом
18 марта 2017 года встретился с чемпионом мира по версии WBC во 2-м наилегчайшем весе никарагуанцем Романом Гонсалесом. В первом же раунде Сор Рунгвисаи отправил Гонсалеса в нокдаун, но чемпион быстро пришёл в себя и продолжил бой. В каждом из раундов боксёры вступали в жёсткий обмен ударами. В 3-м раунде чемпион получил рассечение из-за удара головой со стороны претендента. По ходу боя таец неоднократно наносил удары головой, и в 6-м раунде рефери снял с него одно очко за данное нарушение. В целом, поединок получился зрелищным и насыщенным. Удачные моменты были у обоих боксёров, но чемпион выглядел предпочтительнее. После двенадцати раундов судьи неожиданно отдали победу тайскому бойцу: один судья выставил ничейный счёт (113—113), а двое других отдали победу Сор Рунгвисаи — 114—112. Это поражение стало первым в карьере Гонсалеса. Зрители, присутствовавшие в зале, освистали решение судей. Согласно статистике Compubox, никарагуанец нанёс на 157 точных ударов больше своего соперника (441 против 284). Гарольд Ледерман, независимый судья канала HBO, выставил счёт 114—112 в пользу Гонсалеса. Портал ESPN.com выставил 117—109 в пользу Гонсалеса. Сам Роман сказал, что выиграл этот бой и хочет незамедлительный реванш.

## Таблица профессиональных поединков
В таблице перечислены результаты всех поединков боксёров.
В каждой строке указан результат поединка. Дополнительно номер поединка обозначен цветом, который обозначает итог поединка. Расшифровка обозначений и цветов представлена в нижеследующей таблице.
| Пример | Расшифровка                     |
| ------ | ------------------------------- |
|        | Победа                          |
|        | Ничья                           |
|        | Поражение                       |
|        | Планируемый поединок            |
|        | Поединок признан несостоявшимся |
| КО     | Нокаут                          |
| ТКО    | Технический нокаут              |
| PTS    | Решение судей (по очкам)        |
| UD     | Единогласное решение судей      |
| MD     | Решение большинства судей       |
| SD     | Раздельное решение судей        |
| RTD    | Отказ от продолжения боя        |
| DQ     | Дисквалификация                 |
| NC     | Поединок признан несостоявшимся |

| Бой | Рекорд | Дата            | Соперник                          | Место боя                                | Результат       | Комментарии |
| --- | ------ | --------------- | --------------------------------- | ---------------------------------------- | --------------- | --- |
| 58  | 51-6-1 | 25 марта 2023   | Mike Por.Thawatchai               | Thupatemi Stadium Патхумтхани, Таиланд   | TKO3 (8), 1:56  | |
| 57  | 50-6-1 | 25 июня 2022    | Джесси Родригес Франко (15-0)     | Tech Port Arena, Сан-Антонио, Техас, США | TKO8 (12), 1:50 | Бой за титул чемпиона мира во 2-м наилегчайшем весе по версии WBC (1-я защита Родригеса).                                                                     |
| 56  | 50-5-1 | 13 марта 2021   | Эккавит Сонгнуи (50-7-1)          | Workpoint Studio, Банг-Пун, Таиланд      | RTD3 (10), 3:00 | |
| 55  | 49-5-1 | 3 октября 2020  | Джомар Фахардо (17-17-2)          | Workpoint Studio, Банг-Пун, Таиланд      | TKO2 (8), 2:59  | |
| 54  | 48-5-1 | 1 августа 2020  | Амнат Руенроенг (20-3)            | Workpoint Studio, Банг-Пун, Таиланд      | UD (10)         | Счёт: 97-94, 96-93, 99-91. |
| 53  | 47-5-1 | 26 апреля 2019  | Хуан Франсиско Эстрада (2) (38-3) | Форум, Инглвуд, Калифорния, США          | UD (12)         | Утратил титул чемпиона мира во 2-м наилегчайшем весе по версии WBC (4-я защита Рунгвисаи). Счёт: 113-115, 113-115, 112-116.                                   |
| 52  | 47-4-1 | 6 октября 2018  | Иран Диас (14-2-3)                | WImpact Arena, Пак Крет, Таиланд         | UD (12)         | Защитил титул чемпиона мира во 2-м наилегчайшем весе по версии WBC (3-я защита Рунгвисаи). Счёт: 120-108, 119-109, 119-109.                                   |
| 51  | 46-4-1 | 21 июля 2018    | Янг Гил Бэ (28-6-2)               | Workpoint Studio, Банг-Пун, Таиланд      | TKO1 (10), 2:50 | |
| 50  | 45-4-1 | 24 февраля 2018 | Хуан Франсиско Эстрада (36-2)     | Форум, Инглвуд, Калифорния, США          | MD (12)         | Защитил титул чемпиона мира во 2-м наилегчайшем весе по версии WBC (2-я защита Рунгвисаи). Счёт: 115-113, 114-114, 117-111.                                   |
| 49  | 44-4-1 | 9 сентября 2017 | Роман Гонсалес (2) (46-1)         | Стабхаб Сентер, Карсон, Калифорния, США  | KO4 (12), 1:18  | Защитил титул чемпиона мира во 2-м наилегчайшем весе по версии WBC (1-я защита Рунгвисаи). Гонсалес в нокдауне в 4-м раунде.                                  |
| 48  | 43-4-1 | 18 марта 2017   | Роман Гонсалес (46-0)             | Мэдисон-сквер-гарден, Нью-Йорк, США      | MD (12)         | Выиграл титул чемпиона мира во 2-м наилегчайшем весе по версии WBC (1-я защита Гонсалеса). Гонсалес в нокдауне в 1-м раунде. Счёт: 113-113, 114-112 (дважды). |
| 47  | 42-4-1 | 15 декабря 2016 | Олей Таладкланладсавай (дебют)    | Нонтхабури, Таиланд                      | TKO4 (6)        | |
| 46  | 41-4-1 | 31 августа 2016 | Сурия Манеефан (дебют)            | Патхумтхани, Таиланд                     | TKO4 (6)        | |
| 45  | 40-4-1 | 3 июня 2016     | Даетсатрит Ситлектет (дебют)      | Патхумтхани, Таиланд                     | TKO3 (6)        | |
| 44  | 39-4-1 | 8 апреля 2016   | Икал Тобида (12-19)               | Патхумтхани, Таиланд                     | TKO6 (6)        | |
| 43  | 38-4-1 | 22 января 2016  | Арега Юньань (3-5)                | Ратбури, Таиланд                         | TKO4 (6)        | |
| 42  | 37-4-1 | 20 ноября 2015  | Франс Дамур Палуэ (12-10-2)       | Патхумтхани, Таиланд                     | TKO3 (6)        | |
| 41  | 36-4-1 | 18 августа 2015 | Хендрик Баронгсей (28-22-3)       | Патхумтхани, Таиланд                     | KO2 (6)         | |
| 40  | 35-4-1 | 17 июня 2015    | Джек Амиса (21-37-2)              | Патхумтхани, Таиланд                     | TKO1 (6)        | |
| 39  | 34-4-1 | 28 мая 2015     | Хосе Сальгадо (34-2-2)            | Накхонратчасима, Таиланд                 | TKO4 (12)       | Выиграл титул WBC Sliver во 2-м наилегчайшем весе. |